# محمد قاسم (لاعب كرة قدم إماراتي)
محمد قاسم (مواليد 13 يناير 1981) لاعب كرة قدم إماراتي دولي سابق يجيد اللعب في الدفاع .
لعب سابقاً مع أندية العين والأهلي و الظفرة ودبا الفجيرة و حتا ودبا الحصن ولعب مع منتخب الإمارات في مناسبات كثيرة أهمها كأس آسيا عامي 2004 و 2007 .

## روابط خارجية
- محمد قاسم على موقع ناشيونال فوتبول تيمز (الإنجليزية)
- محمد قاسم على موقع Soccerway.com (الإنجليزية)